# Рубинчик, Марк Дмитриевич
Марк Дмитриевич Рубинчик (род. 21 марта 1999, Москва) — российский хоккеист, защитник.

## Биография
Воспитанник московского «Динамо». В сезоне 2015/16 дебютировал в МХЛ, выступая за ХК МВД и сборную России U18. Два следующих сезона провёл в канадской команде WHL «Саскатун Блейдз». Летом 2018 года перешёл в «Салават Юлаев», два сезона отыграл за команду ВХЛ «Торос» Нефтекамск. Затем подписал двусторонний однолетний контракт с челябинским «Трактором», играл в ВХЛ за «Челмет». В июле 2021 сообщалось о переходе Рубинчика в петербургское «Динамо», но в сентябре он дебютировал в составе клуба ВХЛ «Химик» Воскресенск, проведя два матча. Следующие игры за клуб сыграл в феврале. С сезона 2022/23 — в команде из чемпионата Казахстана «Хумо» Ташкент.
Участник юниорского чемпионата мира 2016 года. Бронзовый призёр юниорского чемпионата мира 2017 года. Бронзовый призёр молодёжного чемпионата мира 2019 года.